# God's Son
God's son er titlen på Nas' sjette album fra 2002.

## Numre
- "Get Down"
- "Made You Look"
- "Sidste Ægte Nigga i Live"
- "Zone Out" ft. Bravehearts
- "Hey Nas" ft. Natasha Hamilton fra Atomic Kitten & Claudette Ortiz fra City High
- "Jeg Kan"
- "Rimmenes Bog"
- "Thugz Mansion (N.Y.)" ft. 2Pac & J. Phoenix
- "Mastermind"
- "Krigersangen" ft. Alicia Keys
- "Revolutionær Krigsførelse" ft. Lake
- "Dans"
- "Himlen" ft. Jully Black

## Produktion
- Nas
- Salaam Remi
- Alchemist
- Chucky Thompson
- Eminem
- Saukrates
- Alicia Keys
- Ron Brow
- Agile
- Claudio Cueni
- Michael Herring